# Mammaliochorie
|  | Dieser Artikel wurde aufgrund von formalen oder inhaltlichen Mängeln in der Qualitätssicherung Biologie zur Verbesserung eingetragen. Dies geschieht, um die Qualität der Biologie-Artikel auf ein akzeptables Niveau zu bringen. Bitte hilf mit, diesen Artikel zu verbessern! Artikel, die nicht signifikant verbessert werden, können gegebenenfalls gelöscht werden. Lies dazu auch die näheren Informationen in den Mindestanforderungen an Biologie-Artikel. |

Die Mammaliochorie ist eine Form der Zoochorie, bei der Säugetiere die hauptsächliche Verbreitung des Pflanzensamens übernehmen.

## Ausbreitungsformen

### Epichorie
Die Epichorie ist die Ausbreitung über das Äußere der Tiere. Es geschieht meist über das Fell der Säugetiere. Die Samen besitzen entsprechende Vorrichtungen wie z. B. Widerhaken um in diesem hängen zu bleiben und so mit dem Tier transportiert zu werden. Diese Pflanzen werden als Tierstreuer bezeichnet.

### Endozoochorie
Bei der Endozoochorie werden die Samen mitgefressen und passieren den Verdauungstrakt der Tiere.
Im Gegensatz zur Ornithochorie spielen Farben oft nur eine sekundäre Rolle, stattdessen wird oft mit Gerüchen gearbeitet, um Tiere anzulocken. Auch sind die Früchte oft größer und können so von Vögeln kaum verzehrt werden. Eine weitere Anpassung stellt der Fruchtfall dar, die Bäume verlieren ihr Obst, sobald es reif ist. Somit kann es leicht gefressen werden. Wintersteher, wie sie sich bei Pflanzen finden, die die Ornithochorie nutzen, kommen praktisch nicht vor.

## Bedeutung
Viele einheimische Früchte nutzen Mammaliochorie, so z. B. Äpfel, Birnen, Quitten. Umgekehrt sind viele Tiere wie z. B. Wildschweine auf die Nahrung der von ihnen verbreiteten Pflanzen angewiesen.